# Bayerbach (Rottal-Inn)
Bayerbach è un comune tedesco di 1 659 abitanti, situato nel land della Baviera.